# Мирской хребет
Мирско́й хребе́т — горный хребет в южной части Красноярского края России, в системе Западного Саяна. Служит водоразделом для рек Ус и Большой Тепсель (обе — правые притоки Енисея).
Протяжённость хребта составляет около 100 км. Максимальная высота достигает 2102 м. Хребет сложен главным образом метаморфическими сланцами, которые прорваны гранитами. Преобладают среднегорные, сглаженные формы рельефа. На склонах произрастает кедрово-пихтовая и лиственничная тайга.